# Charles Vane-Tempest-Stewart, VII marchese di Londonderry
Charles Stewart Vane-Tempest-Stewart, VII marchese di Londonderry (Londra, 13 maggio 1878 – Down, 10 febbraio 1949), è stato un nobile e politico britannico.
Egli è noto in particolare per aver ricoperto l'incarico di Segretario di Stato dell'Aeronautica negli anni trenta e per i suoi sentimenti filonazisti.

## Biografia

### La famiglia e i primi anni
Figlio primogenito di Charles Vane-Tempest-Stewart, VI marchese di Londonderry, e di sua moglie lady Theresa Susey Helen, figlia di Charles John Chetwynd-Talbot, XIX conte di Shrewsbury, Charles venne educato a Eton e poi al Royal Military College di Sandhurst.

### L'inizio della carriera e la prima guerra mondiale
Lord Castlereagh (come era noto prima della successione al marchesato paterno) entrò a fare parte delle Royal Horse Guards.
Nei primi mesi del 1901 venne prescelto da re Edoardo VII per prendere parte assieme ad altri giovani ufficiali a una missione diplomatica speciale per annunciare l'ascesa del nuovo sovrano britannico ai governi di Austria-Ungheria, Romania, Serbia e Turchia.
Pressato invece dai parenti, decise di rimanere per le elezioni alla Camera dei Comuni nel 1906 ove ottenne il seggio di Maidstone, ma la sua carriera non era destinata alla politica e dopo una parentesi con gli Unionisti irlandesi tornò nel British Army durante la Prima Guerra mondiale.
Lord Castlereagh, con il grado di capitano, viaggiò nella Francia del nord nelle prime settimane dopo lo scoppio della guerra, raggiungendo Parigi il 29 agosto 1914 dopo essere stato assegnato al corpo del generale William Pulteney il giorno precedente. Malgrado il suo incarico nello staff, lord Castlereagh immediatamente si scontrò con una serie di combattimenti, uccidendo il suo primo uomo sul campo il 2 settembre 1914. Nei successivi mesi del 1914 lord Castlereagh si dispiacque fortemente della distruzione apportata dalla guerra e delle terribili sofferenze che dovevano patire i soldati britannici feriti.
Riluttante a coinvolgersi come il padre nella politica inglese, fu la guerra stessa a costringerlo ad occuparsi del reclutamento in Irlanda. Con la morte di suo padre nel 1915 egli decise di rinunciare alla sua carriera da parlamentare ed ereditò non solo il titolo di Marchese di Londonderry, ma anche l'immensa fortuna della sua famiglia. Questa sua posizione, indubbiamente lo aiutò nel proseguire la sua carriera politica, non solo in Irlanda ma anche nei confronti del governo di Westminster. Già dal 1915 il marchese di Londonderry venne promosso al rango di maggiore, menzionato nei dispacci e poté come da sua volontà ricongiungersi al suo reggimento, le Royal Horse Guards (The Blues), ove aveva ricevuto la prima commissione come ufficiale nel 1897. Sempre nel 1915 Londonderry vide gli effetti orribili degli attacchi con gas venefici per la prima volta usati dai tedeschi. Nel 1916 il marchese di Londonderry venne nominato secondo in comando dei The Blues che era parte dell'8th Cavalry Brigade, e prestò servizio al fronte nella Battaglia della Somme nella quale venne ucciso il suo amico, il tenente colonnello Harold Brassey, suo testimone di nozze nel 1899. Nel 1917 il marchese di Londonderry ottenne il comando di un battaglione composito dell'8th Cavalry Brigade con il brevetto di tenente.colonnello delle Royal Horse Guards (The Blues) e prese parte al famoso attacco di Monchy-le-Preux la mattina dell'11 aprile 1917, durante la Battaglia di Arras. Monchy-le-Preux era uno dei punti chiave sulla Linea Hindenburg e fu durante quest'operazione che venne ucciso il brigadiere generale Charles Bulkeley-Johnson, il trentesimo ufficiale generale a cadere sul Fronte Occidentale. Questa situazione improvvisa impose al tenente colonnello marchese di Londonderry do assumere temporaneamente il comando dell'8th Cavalry Brigade durante la carica di cavalleria nella Battaglia di Arras. A Monchy morirono circa 600 cavalieri e molti cavalli che servirono perlopiù da morti come barricate contro il fuoco nemico dietro le quali si assieparono gli inglesi. Per il marchese di Londonderry quest'esperienza di guerra, di fronte alla carneficina che colpì molti suoi amici e compagni di scuola, come commentò il professor Kershaw, "lasciò un segno indelebile nella sua vita".
Dopo aver servito alla Convenzione Irlandese del 1917–18, lord Londonderry prestò servizio per breve tempo come consigliere del consiglio del viceré che si tenne al Castello di Dublino nell'autunno del 1918. Questo venne seguito dalla sua nomina nell'Air Council a Westminster nel 1919, come parte del governo di coalizione post-guerra. Con la sola promozione a Sottosegretario di Stato dell'Aria nel 1920 lord Londonderry proseguì frustrato e proseguì i suoi contatti nell'Ulster per poi aderire al Governo dell'Irlanda del Nord nel giugno del 1921, come Presidente del Senato e Ministro dell'Educazione.

### La politica nel Regno Unito e la seconda guerra mondiale
Nel 1926 il marchese diede le proprie dimissioni dal Parlamento dell'Irlanda del Nord e venne coinvolto nello sciopero generale di quell'anno, giocando il ruolo del moderato come proprietario di miniere locale, il che gli diede la possibilità di ottenere le concessioni di numerose miniere nella Contea di Durham con maggiore facilità. Il suo ruolo gli portò il plauso di molti, ed egli venne ricompensato dal primo ministro Stanley Baldwin con un seggio nel suo gabinetto di governo del 1928 come First Commissioner of Works. Londonderry venne inoltre invitato ad aderire al governo nazionale d'emergenza con primo ministro Ramsay MacDonald e Baldwin come Lord Presidente del Consiglio, nel 1931.

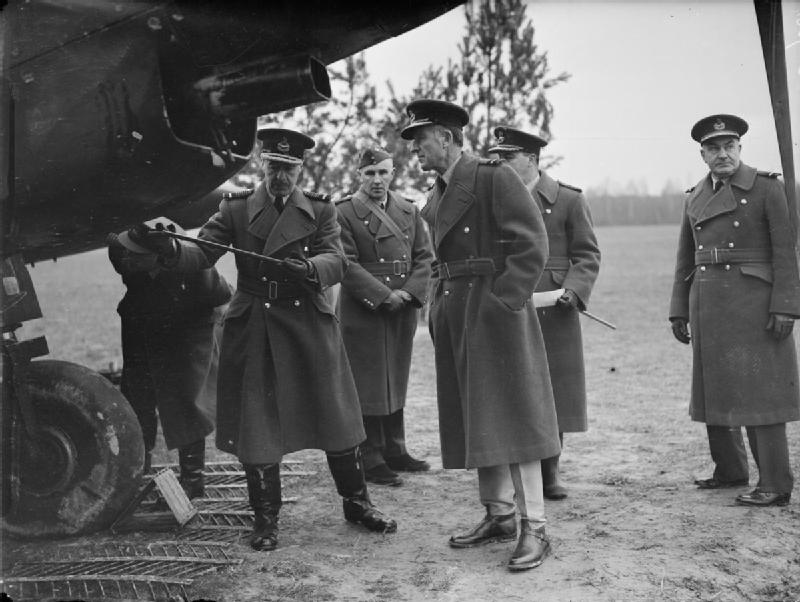
Dicembre 1939: Il Commodoro dell'Aria onorario marchese di Londonderry (al centro) osserva con Sir Cyril Newall un aereo francese

Quando il Governo Nazionale vinse le elezioni generali del 1931 egli tornò nel gabinetto di governo come Segretario di Stato per l'Aria (Londonderry aveva ottenuto anche la licenza di pilota aereo). Questa posizione divenne sempre più importante durante la sua reggenza dell'incarico sino alle deliberazioni della Lega delle Nazioni e della conferenza di Ginevra. Londonderry promosse per il governo britannico la linea del disarmo, ma si oppose al gabinetto ritenendo che qualsiasi altra mossa avrebbe messo a rischio il valore deterrente della Royal Air Force. Per questo egli si legò sempre più a Clement Attlee e al Partito Laburista, venendo sempre più alienato dal Governo Nazionale. Nella primavera del 1935 venne rimosso dal ministero dell'aeronautica ma mantenne il suo posto nel gabinetto di governo come Lord Privy Seal e Leader della Camera dei lord. Combinato il suo ruolo come capo dell'Intesa anglo-tedesca, si guadagnò il soprannome di "Londonderry Herr".
Lord Londonderry derivò da questi ultimi fatti una profonda crisi personale venendo colpito nel suo intimo quando personalità come lo stesso Baldwin lo accusarono di voler rafforzare l'aviazione nazista, dandogli la reputazione di filo-tedesco e mistificatore della diplomazia. Egli si portò a visitare Hitler, Hess, Göring, Himmler, von Papen e altri membri del partito nazionalsocialista tedesco e nel 1936 la visita dell'ambasciatore tedesco nel Regno Unito, Joachim von Ribbentrop, oltre che alla corte di St. James anche nella residenza dei marchesi in Irlanda del Nord, Mount Stewart, dal 29 maggio al 2 giugno, e a Wynyard Hall dal 13 al 17 novembre. Tra il gennaio del 1936 e il settembre del 1938 lord Londonderry fece sei visite in Germania, la prima per tre settimane, e la settima che era solo programmata per il marzo 1939 non venne compiuta dal momento che i nazisti avevano occupato impunemente Praga. Durante le due prime visite, prima dell'abdicazione di Edoardo VIII (che i nazisti supportavano credendolo incline ai loro progetti), Londonderry era considerato uno degli aristocratici inglesi con maggiore influenza su Hitler. L'attenzione con cui il marchese venne ricevuto a Berlino rifletteva proprio il rispetto con cui Hitler intendeva accogliere questo ospite, nell'ottobre del 1936, nella speranza che l'Inghilterra non si sarebbe opposta alle sue occupazioni di Cecoslovacchia e Polonia negli anni a venire. Anche se lord Londonderry passò immediatamente le informazioni riguardanti le intenzioni relative alla politica di Hitler in Germania al governo britannico attraverso una lettera indirizzata a lord Halifax datata 24 dicembre 1936, gli inglesi non vi diedero peso. Su Londonderry continuava a pesare il problema di essere uno dei principali promotori dell'intesa anglo-germanica che a pochi piaceva al governo dal momento che essi ritenevano che la fiducia positivista che Londonderry aveva nei confronti di Hitler era vana e che egli stesse cercando solo un modo per arginare il Regno Unito dai futuri conflitti.
Sotto attacco dagli anti-nazisti sia dentro che fuori Westminster, lord Londonderry tentò di spiegare le proprie posizioni pubblicando la sua opera Ourselves and Germany nel marzo del 1938. Quindi, dopo l'accordo di Monaco dell'ottobre del 1938, Londonderry scrisse una lettera nella quale egli spiegava di come fosse al corrente del fatto che Hitler stesse "portando avanti gradualmente delle teorie che aveva elaborato in carcere", mentre ancora questi lavorava al Mein Kampf e questo dimostrò come Londonderry non avesse capito l'intento antisemitico della politica di Hitler. Sebbene le prime pagine d'introduzione di "Ourselves and Germany" alludessero al ruolo giocato dall'antenato del marchese, il visconte Castlereagh, nel Congresso di Vienna per portare nel mondo la pace dopo le Guerre napoleoniche, nel XIV capitolo egli così riporta: "I tempi sono cambiati dall'epoca del Congresso di Vienna. Non vi sono né principi né cortigiani a contendersi le frontiere di stato, ma gli ebrei inesorabilmente cosmopolitani... La spada è l'unico mezzo per cui una nazione può rifarsi... questa strada è e sarà sempre coperta di sangue". Tentò poi di rientrare al governo con Neville Chamberlain nel 1940 e nuovamente con il primo ministro Winston Churchill (suo cugino di secondo grado), il quale però era totalmente opposto alle sue idee. Dopo essere rimasto senza impieghi pubblicò le sue memorie dal titolo Wings of Destiny (1943).
Lord Londonderry prestò servizio anche come Lord Luogotenente di Down tra il 1915 e il 1949 e Lord Luogotenente di Durham tra il 1928 e il 1949 nonché cancelliere dell'Università di Durham e di Belfast. Fu sindaco di Durham nell'anno dell'incoronazione di Giorgio VI. Venne compreso nel Consiglio Privato d'Irlanda nel 1918 e in quello di Sua Maestà nel 1925 e nominato Cavaliere dell'Ordine della Giarrettiera nel 1919.
Lord Londonderry, già sofferente di cuore e avendo subito un infarto alcuni anni dopo la guerra, morì il 10 febbraio 1949 a Mount Stewart, nella contea di Down.

## Matrimonio e figli

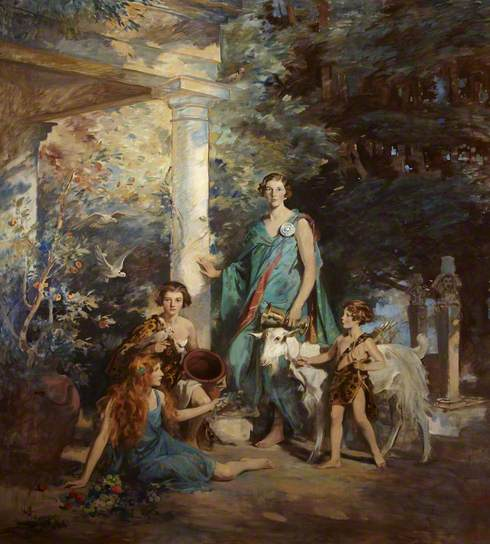
Circe e le Sirene ovvero ritratto in gruppo di lady Edith Chaplin, marchesa di Londonderry, e delle sue tre figlie minori di Charles Edmund Brock.

Il 28 novembre 1899 Lord Londonderry sposò Edith Helen Chaplin, figlia primogenita di Henry Chaplin, I visconte Chaplin e di sua moglie lady Florence Sutherland-Leveson-Gower (a sua volta figlia del III duca di Sutherland) ed ebbe i seguenti eredi:
- Lady Maureen Helen Vane-Tempest-Stewart (1900–1942), che nel 1920 sposò Oliver Stanley, ebbe discendenza
- Edward Charles Stewart Robert Vane-Tempest-Stewart, VIII marchese di Londonderry (1902–1955)
- Lady Margaret Frances Anne Vane-Tempest-Stewart (1910–1966), che nel 1934 sposò (separata nel 1939) Frederick Alan Irving Muntz e nel 1952 (separata nel 1958) divenne terza moglie di Hugh Falkus (1917–1996).
- Lady Helen Maglona Vane-Tempest-Stewart (1911–1986), che sposò nel 1935 Edward Jessel, II barone Jessel, ed ebbe discendenza
- Lady Mairi Elizabeth Vane-Tempest-Stewart (1921–2009), che sposò nel 1940 (separata nel 1958) Derek William Charles Keppel, visconte Bury (1911–1968), figlio primogenito di Walter Keppel, IX conte di Albemarle ed ebbe eredi.

Lord Londonderry ebbe inoltre una figlia illegittima con l'attrice Fannie Ward, di nome Dorothé Mabel Lewis. Ella sposò nel 1918 in prime nozze un nipote del magnate minerario Barney Barnato, il capitano Jack Barnato, che morì di polmonite poco dopo il loro matrimonio. Il suo secondo marito, con il quale si sposò nel 1922, fu Terence Plunket, VI barone Plunket con il quale ebbe tre figli: Patrick Plunket, VII barone Plunket, Robin Plunket, VIII barone Plunket e Shaun Plunket. Lord and Lady Plunket rimasero uccisi in un incidente aereo in California nel 1938.

## Ascendenza
|                                                                    |                                                                     |                                          | Genitori                                          |  |  | Nonni |  |  | Bisnonni                                     |  |  | Trisnonni                                 |  |
|                                                                    |                                                                     |                                          |                                                   |  |  |       |  |  | Charles Stewart, III marchese di Londonderry |  |  | Robert Stewart, I marchese di Londonderry |  |
|                                                                    |                                                                     |                                          |                                                   |  |  |       |  |  | Charles Stewart, III marchese di Londonderry |  |  | Robert Stewart, I marchese di Londonderry |  |
|                                                                    |                                                                     | Frances Pratt                            |                                                   |  |  |       |  |  | Charles Stewart, III marchese di Londonderry |  |  |                                           |  |
| George Vane-Tempest, V marchese di Londonderry                     |                                                                     |                                          |                                                   |  |  |       |  |  | Charles Stewart, III marchese di Londonderry |  |  |                                           |  |
|                                                                    |                                                                     | Frances Vane-Tempest                     | Henry Vane-Tempest, II baronetto                  |  |  |       |  |  |                                              |  |  |                                           |  |
|                                                                    |                                                                     | Frances Vane-Tempest                     | Henry Vane-Tempest, II baronetto                  |  |  |       |  |  |                                              |  |  |                                           |  |
|                                                                    |                                                                     | Frances Vane-Tempest                     | Anne Katherine Mac Donnell, II contessa di Antrim |  |  |       |  |  |                                              |  |  |                                           |  |
| Charles Vane-Tempest-Stewart, VI marchese di Londonderry           |                                                                     | Frances Vane-Tempest                     |                                                   |  |  |       |  |  |                                              |  |  |                                           |  |
|                                                                    |                                                                     | John Edwards, I baronetto                | Richard Edwards                                   |  |  |       |  |  |                                              |  |  |                                           |  |
|                                                                    |                                                                     | John Edwards, I baronetto                | Richard Edwards                                   |  |  |       |  |  |                                              |  |  |                                           |  |
|                                                                    |                                                                     | John Edwards, I baronetto                | Cornelia Owen                                     |  |  |       |  |  |                                              |  |  |                                           |  |
| Mary Edwards                                                       |                                                                     | John Edwards, I baronetto                |                                                   |  |  |       |  |  |                                              |  |  |                                           |  |
|                                                                    |                                                                     | Harriet Johnsone                         | Charles Johnson                                   |  |  |       |  |  |                                              |  |  |                                           |  |
|                                                                    |                                                                     | Harriet Johnsone                         | Charles Johnson                                   |  |  |       |  |  |                                              |  |  |                                           |  |
|                                                                    |                                                                     | Harriet Johnsone                         | Mary Willes                                       |  |  |       |  |  |                                              |  |  |                                           |  |
| Charles Vane-Tempest-Stewart, VII marchese di Londonderry          |                                                                     | Harriet Johnsone                         |                                                   |  |  |       |  |  |                                              |  |  |                                           |  |
|                                                                    | Henry Chetwynd-Talbot, III conte Talbot e XVIII conte di Shrewsbury | Charles Chetwynd-Talbot, II conte Talbot |                                                   |  |  |       |  |  |                                              |  |  |                                           |  |
|                                                                    | Henry Chetwynd-Talbot, III conte Talbot e XVIII conte di Shrewsbury | Charles Chetwynd-Talbot, II conte Talbot |                                                   |  |  |       |  |  |                                              |  |  |                                           |  |
|                                                                    | Henry Chetwynd-Talbot, III conte Talbot e XVIII conte di Shrewsbury | Frances Lambart                          |                                                   |  |  |       |  |  |                                              |  |  |                                           |  |
| Charles Chetwynd-Talbot, IV conte Talbot e XIX conte di Shrewsbury | Henry Chetwynd-Talbot, III conte Talbot e XVIII conte di Shrewsbury |                                          |                                                   |  |  |       |  |  |                                              |  |  |                                           |  |
|                                                                    |                                                                     | Sarah Beresford                          | Henry Beresford, II marchese di Waterford         |  |  |       |  |  |                                              |  |  |                                           |  |
|                                                                    |                                                                     | Sarah Beresford                          | Henry Beresford, II marchese di Waterford         |  |  |       |  |  |                                              |  |  |                                           |  |
|                                                                    |                                                                     | Sarah Beresford                          | Susanna Carpenter                                 |  |  |       |  |  |                                              |  |  |                                           |  |
| Theresa Chetwynd-Talbot                                            |                                                                     | Sarah Beresford                          |                                                   |  |  |       |  |  |                                              |  |  |                                           |  |
|                                                                    |                                                                     | Richard Howe Cockerell                   | Samuel Pepys Cockerell                            |  |  |       |  |  |                                              |  |  |                                           |  |
|                                                                    |                                                                     | Richard Howe Cockerell                   | Samuel Pepys Cockerell                            |  |  |       |  |  |                                              |  |  |                                           |  |
|                                                                    |                                                                     | Richard Howe Cockerell                   | Anne Wetham                                       |  |  |       |  |  |                                              |  |  |                                           |  |
| Anna Theresa Cockerell                                             |                                                                     | Richard Howe Cockerell                   |                                                   |  |  |       |  |  |                                              |  |  |                                           |  |
|                                                                    |                                                                     | Theresa Gleadowe-Newcomen                | Thomas Gleadowe-Newcomen, II visconte Newcomen    |  |  |       |  |  |                                              |  |  |                                           |  |
|                                                                    |                                                                     | Theresa Gleadowe-Newcomen                | Thomas Gleadowe-Newcomen, II visconte Newcomen    |  |  |       |  |  |                                              |  |  |                                           |  |
|                                                                    |                                                                     | Theresa Gleadowe-Newcomen                | Harriet Holland                                   |  |  |       |  |  |                                              |  |  |                                           |  |
|                                                                    |                                                                     | Theresa Gleadowe-Newcomen                |                                                   |  |  |       |  |  |                                              |  |  |                                           |  |